# Polyrhachis hermione
Polyrhachis hermione är en myrart som beskrevs av Carlo Emery 1895. Polyrhachis hermione ingår i släktet Polyrhachis och familjen myror. Inga underarter finns listade i Catalogue of Life.